# Sheila Watt-Cloutier
Pour les articles homonymes, voir Watt (homonymie) et Cloutier.
Sheila Watt-Cloutier (2 décembre 1953, Kuujjuaq, Nunavik, Québec) est une militante écologiste québécoise inuk, essayiste et femme politique. Son action dans le domaine de la défense des droits des populations inuites et de la sauvegarde de l'Arctique lui a valu une reconnaissance internationale couronnée par plusieurs prix.

## Biographie

### Jeunesse
Née Sheila Watt, elle vit selon le mode de vie traditionnel inuit jusqu'à l'âge de dix ans, moment où elle part étudier en Nouvelle-Écosse, puis à Churchill, Manitoba, et enfin à Ottawa. Elle devient traductrice dans un hôpital à Kuujjuaq. Cette expérience la sensibilise particulièrement aux problèmes d'alcoolisme et de violences familiales auxquels la communauté inuite est confrontée de manière croissante. Elle en voit la cause dans le changement rapide du mode de vie inuit, la sédentarisation et l'importance croissante des prestations sociales dans le budget des familles.
Elle se marie en 1974 avec Denis Cloutier, un Canadien francophone qui travaillait à l'aéroport de Kuujjuaq. Ils ont deux enfants, Sylvia et Eric. Ils divorceront par la suite.

### Activité dans le domaine de l'éducation
Elle s'engage alors en tant que bénévole pour créer une garderie et des places de jeu, puis travaille au sein de la commission scolaire Kativik, chargée de gérer les écoles du Nunavik, une activité qui la rendra encore plus sensible aux problèmes d'addictions fréquents parmi les adolescents inuits. Elle se forme alors à l'Université McGill à Montréal et devient conseillère en éducation, chargée du soutien académique et psychologique d'élèves de l'enseignement secondaire, puis occupe des fonctions d'encadrement dans ce domaine. Elle crée avec son équipe un centre de réhabilitation pour toxicomanes.
Elle rejoint ensuite le Nunavik Education Task Force, un groupe de travail chargé de réfléchir à l'évolution de l'éducation dans le Nunavik, et participe à la rédaction du rapport Silatunirmut: la voie de la sagesse (Silatunirmut: The Pathway to Wisdom).

### Engagement politique et international
En 1995, elle est élue secrétaire exécutive de la Société Makivik. Elle est également présidente de la section canadienne de la Conférence circumpolaire inuite de 1995 à 2002. Elle est durant cette période porte-parole d'une coalition nordique qui obtient, avec la Convention de Stockholm sur les polluants organiques persistants du 22 mai 2001, l'interdiction de l'utilisation et de la production de polluants organiques persistants dans l'environnement, impactant particulièrement la chaîne alimentaire nordique.
En 2002, elle devient présidente de la Conférence circumpolaire inuite, poste qu'elle occupe jusqu'en 2006. C'est en constatant l'influence du réchauffement climatique sur l'Arctique et la vie des Inuits qu'elle décide de se concentrer sur ce problème. Elle participe activement à la réalisation d'une vaste étude intitulée ACIA (Arctic Climate Impact Assessment, Évaluation des impacts sur le climat de l'Arctique), menée par le Conseil de l'Arctique et le Comité international pour les sciences arctiques (en). En 2005, elle dépose avec 62 autres Inuits une plainte sous la forme d'un rapport de 167 pages à la Commission interaméricaine des droits de l'homme qui démontre que les changements climatiques causés par la pollution des gaz à effet de serre causent des préjudices à son peuple. La Commission refuse d'entrer en matière, mais accepte de lui accorder une audition lui permettant de présenter officiellement ses arguments.

## Prises de position
- Les problèmes psycho-sociaux auxquels sont confrontés les communautés inuites (addiction à l'alcool et à la drogue, violence, suicides) ne peuvent être résolus qu'en s'attaquant aux causes profondes, le passage d'un mode de vie indépendant à une vie dépendante d'allocations et de programmes sociaux ("where we have come from as a people and how we have moved from an independent way of life to one that heavily relies on institutions, substances and programs").
- La culture inuite est menacée de destruction par le changement climatique. La crise climatique a un fort impact sur les droits humains. Les Inuits sont des "sentinelles" de la crise climatique, les différents écosystèmes sont étroitement reliés, et la fonte de l'Arctique aura des conséquences pour l'ensemble de la planète. "If we cannot save the frozen Arctic, can we really hope to save the forests, rivers and farmlands of other regions?"[2]

## Publication
- (en) The right to be cold : one woman's story of protecting her culture, the Arctic and the whole planet, Toronto, Allen Lane, 2015, 336 p. (ISBN 978-0-670-06710-7)
- Le droit au froid.  (ISBN 978-2-89719-478-9)

## Récompenses
- 2005 : Prix Sophie
- 2005 : Prix Champions de la Terre de l'ONU
- 2005 : Médaille du Gouverneur Général pour le nord
- 2006 : Officier de l'Ordre du Canada
- 2006 : Prix Canadiens de l'environnement - Prix Hommage 2006 (Canadian environment award - Citation of lifetime achievement 2006) [3]
- 2015 : Right Livelihood Award[5]
- 2020 : Doctorat honorifique de l'Université Laval d'université.